# García Guerra
Fra' García Guerra (Frómista o Palencia, 1547 circa – Città del Messico, 22 febbraio 1612) fu arcivescovo di Città del Messico e viceré della Nuova Spagna. Ebbe il primo titolo dal 3 dicembre 1607, ed il secondo dal 19 giugno 1611. Aveva ancora entrambi gli incarichi quando morì, nel 1612.

## Biografia
Vestì gli abiti dei domenicani nel monastero spagnolo di San Pablo de Valladolid, dove fu priore e capo della provincia. Nel 1607 Filippo III lo nominò arcivescovo di Città del Messico.

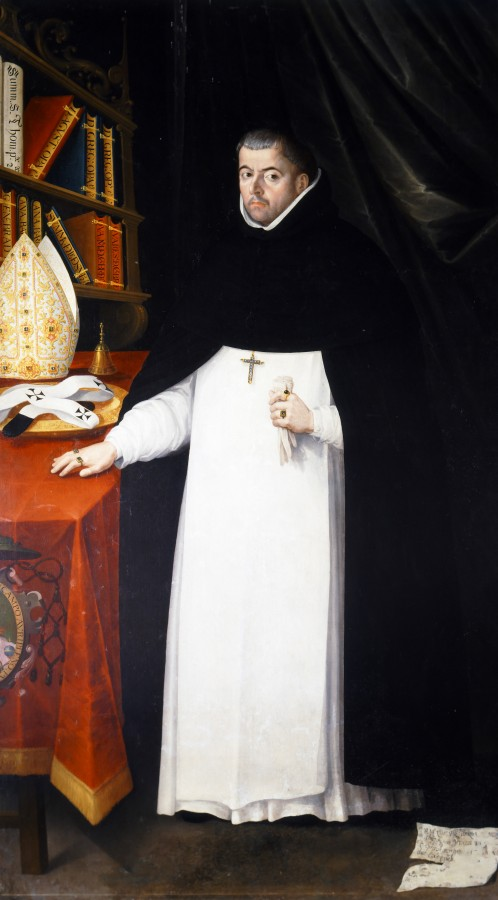
Arcivescovo-viceré Fra' García Guerra, 1611-1612

Nel 1611 una lettera spedita dalla Spagna ordinava al viceré, Luis de Velasco di tornare in patria per occuparsi del Consiglio delle Indie, e nominava García Guerra al ruolo di viceré. La lettera precisava che Velasco sarebbe rimasto viceré fino al momento esatto della sua partenza, che avvenne il 10 giugno, mentre l'arcivescovo Guerra si ritirò a Tacubaya ad attendere notizie dell'avvenuta partenza per Veracruz.
La notizia giunse il 18 giugno, ed il giorno seguente Guerra fece l'entrata solenne nella capitale. Fu caricato su un carro regale, sotto un baldacchino i cui pali erano portati dai consiglieri cittadini, a piedi e vestiti con velluti porpora. Ad accompagnare l'arcivescovo c'erano i membri della Audiencia e dei tribunali, gli ufficiali reali, ed i residenti nobili e ricchi della colonia. La processione fece una prima sosta presso la cattedrale, dove fu suonato un solenne Te Deum, e quindi proseguì verso il palazzo vicereale, dove Guerra assunse l'incarico.
Come viceré, si sforzò di recuperare i fondi necessari al miglioramento del sistema di drenaggio di Città del Messico, e di convincere i nativi spagnoli a restituire le terre agli indiani. Non ebbe successo nel primo compito. Ricevette un resoconto scientifico dal famoso matematico Ildefonso Arias, secondo cui il progetto non avrebbe mai funzionato a causa dei condotti sotterranei che si collegavano al Río Acolhuacán. Anche il secondo obbiettivo non ebbe successo, a causa del poco tempo a disposizione e della forte resistenza dei proprietari delle encomienda e dei latifundio.
Il 20 agosto 1611 un terremoto provocò molti danni alla capitale, ed alcuni nelle province. Molti edifici furono distrutti.
Non molto tempo dopo essere diventato viceré, Guerra patì un infortunio scendendo dalla propria carrozza. Fu operato senza successo, e morì nel 1612. Fu sepolto con una maestosa cerimonia nella cattedrale di Città del Messico. In seguito alla sua morte l'Audiencia assunse il governo, fino all'arrivo di un sostituto. Pochi giorni dopo l'Audiencia sedò una cospirazione dei neri, impiccando ventinove uomini e quattro donne.

## Successione apostolica
La successione apostolica è:
- Arcivescovo Alonso de Peralta (1609)
- Vescovo Jeronimo de Carcamo (1611)